# Chevy Chase
Cornelius Crane "Chevy" Chase (New York, 8. listopada 1943.), američki je glumac, TV scenarist i komičar. Među njegovim poznatijim filmovima su Caddyshack, Fletch i Najluđi godišnji odmor.

## Filmografija
| Godina | Film                                  | Uloga                                | Bilješke                                                                               |
| ------ | ------------------------------------- | ------------------------------------ | -------------------------------------------------------------------------------------- |
| 1968   | Walk... Don't Walk                    | Prolaznik                            | Kratki film                                                                            |
| 1974   | The Groove Tube                       | The Fingers/Geritan/Four Leaf Clover |                                                                                        |
| 1976   | Tunnel Vision                         | On sam                               |                                                                                        |
| 1978   | Foul Play                             | Tony Carlson                         | Nominacija za Zlatni globus za najboljeg glumca u igranom filmu – mjuzikl ili komedija |
| 1980   | Oh Heavenly Dog                       | Browning                             |                                                                                        |
| 1980   | Caddyshack                            | Ty Webb                              |                                                                                        |
| 1980   | Seems Like Old Times                  | Nicholas Gardenia                    |                                                                                        |
| 1981   | Under the Rainbow                     | Bruce Thorpe                         |                                                                                        |
| 1981   | Modern Problems                       | Max Fielder                          |                                                                                        |
| 1983   | National Lampoon's Vacation           | Clark Griswold                       |                                                                                        |
| 1983   | Deal of the Century                   | Eddie Muntz                          |                                                                                        |
| 1985   | Fletch                                | Irwin 'Fletch' Fletcher              |                                                                                        |
| 1985   | National Lampoon's European Vacation  | Clark Griswold                       |                                                                                        |
| 1985   | Spies Like Us                         | Emmett Fitz-Hume                     |                                                                                        |
| 1986   | ¡Three Amigos!                        | Dusty Bottoms                        |                                                                                        |
| 1988   | The Couch Trip                        | Condom Father                        |                                                                                        |
| 1988   | Funny Farm                            | Andy Farmer                          |                                                                                        |
| 1988   | Caddyshack II                         | Ty Webb                              |                                                                                        |
| 1989   | Fletch Lives                          | Irwin 'Fletch' Fletcher              |                                                                                        |
| 1989   | National Lampoon's Christmas Vacation | Clark Griswold                       |                                                                                        |
| 1991   | Nothing But Trouble                   | Chris Thorne                         |                                                                                        |
| 1992   | Memoirs of an Invisible Man           | Nick Halloway                        |                                                                                        |
| 1992   | Hero                                  | Deke - Channel 4 News Director       |                                                                                        |
| 1993   | Last Action Hero                      | On sam                               | Cameo                                                                                  |
| 1994   | A Century of Cinema                   | On sam                               | Dokumentarac                                                                           |
| 1994   | Cops and Robbersons                   | Norman Robberson                     |                                                                                        |
| 1995   | Man of the House                      | Jack Sturgess                        |                                                                                        |
| 1997   | Vegas Vacation                        | Clark Griswold                       |                                                                                        |
| 1998   | Dirty Work                            | Dr. Farthing                         |                                                                                        |
| 2000   | Snow Day                              | Tom Brandston                        |                                                                                        |
| 2002   | Vacuums                               | Mr. Punch                            |                                                                                        |
| 2002   | Orange County                         | Principal Harbert                    |                                                                                        |
| 2003   | Bad Meat                              | Congressman Bernard P. Greely        |                                                                                        |
| 2003   | Bitter Jester                         | On sam                               | Dokumentarac                                                                           |
| 2004   | Rent-a-Husband                        | Paul Parmesan                        |                                                                                        |
| 2005   | Ellie Parker                          | Dennis Swartzbaum                    |                                                                                        |
| 2006   | Funny Money                           | Henry Perkins                        |                                                                                        |
| 2006   | Doogal                                | Train                                | Glas                                                                                   |
| 2006   | Goose on the Loose                    | Congreve Maddox                      |                                                                                        |
| 2006   | Zoom                                  | Dr. Grant                            |                                                                                        |
| 2009   | Stay Cool                             | Principal Marshall                   |                                                                                        |
| 2010   | Hot Tub Time Machine                  | Majstor za popravke                  |                                                                                        |
| 2010   | Jack and the Beanstalk                | Antipode                             |                                                                                        |
| 2010   | Not Another Not Another Movie         | Max Storm                            |                                                                                        |

## Vanjske poveznice
|  | Zajednički poslužitelj ima još gradiva o temi Chevy Chase |

- Chevy Chase u internetskoj bazi filmova IMDb-u (engl.)
- Intervju  Arhivirana inačica izvorne stranice od 18. studenoga 2012. (Wayback Machine) za časopis TIME